# Los Dos Caminos (metro de Caracas)
Los Dos Caminos es una estación del Metro de Caracas perteneciente a la Línea 1. Se ubica en la urbanización Los Dos Caminos, de la cual toma su nombre. Fue inaugurada el 23 de abril de 1988 por el presidente Jaime Lusinchi.

## Características
Esta estación se construyó como parte de la tercera extensión de la Línea 1, desde Chacaíto hasta Los Dos Caminos.
El 3 de abril del 2010, se rehabilitó el tramo Chacaíto-Los Dos Caminos después de trabajos para prolongar la vida útil de la infraestructura ferroviaria y preservar los niveles de seguridad operativa del sistema.
Fue estación terminal hasta el 19 de noviembre de 1989, cuando se inauguró el tramo hacia Palo Verde.